# Sturnira magna
Sturnira magna is een zoogdier uit de familie van de bladneusvleermuizen van de Nieuwe Wereld (Phyllostomidae). De wetenschappelijke naam van de soort werd voor het eerst geldig gepubliceerd door de la Torre in 1966.

## Voorkomen
De soort komt voor in Colombia, Ecuador, Peru, Brazilië en Bolivia.